# Ликовлаг

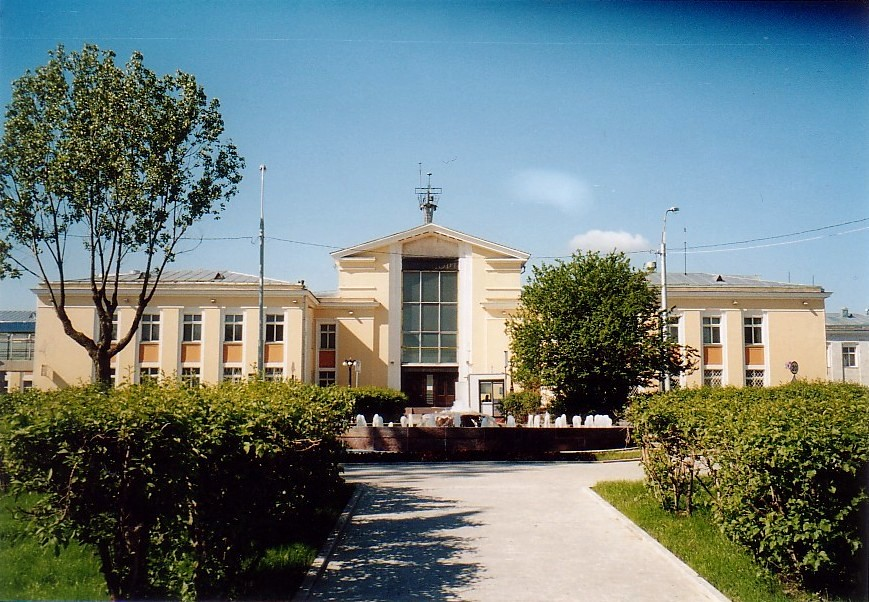
Старое здание терминала аэропорта «Внуково», построенное узниками Ликовлага

Ликовский исправительно-трудовой лагерь (Ликовский ИТЛ, Ликовлаг, строительство № 204) — лагерь системы ГУЛАГ, созданный для строительства аэропорта Внуково.

## История
Был организован 16 августа 1938 года. Располагался между деревнями Ликова и Изварино Кунцевского района Московской области, на юго-западе от Москвы. Стройку аэропорта курировал К. Е. Ворошилов.
Узники Ликовлага также привлекались к строительству жилья для советской элиты на Фрунзенской набережной.
Не позднее октября 1941 года лагерь закрыли.

## Численность заключённых
| Дата               | Численность |
| ------------------ | ----------- |
| 1 октября 1938 г.  | 2 817       |
| 1 января 1939 г.   | 4 556       |
| 15 февраля 1939 г. | 3 987       |
| 1 января 1940 г.   | 3 255       |
| июль 1941 г.       | 11 063      |

## Начальники
- Кричмар Я. Н., с 16.08.1938[1]
- лейт. ГБ Умов И. А. (упоминается в январе и апреле 1941 г.)[1]
- Макуха ?.?., по 16.10.1941[1]